# Zilveren Camera

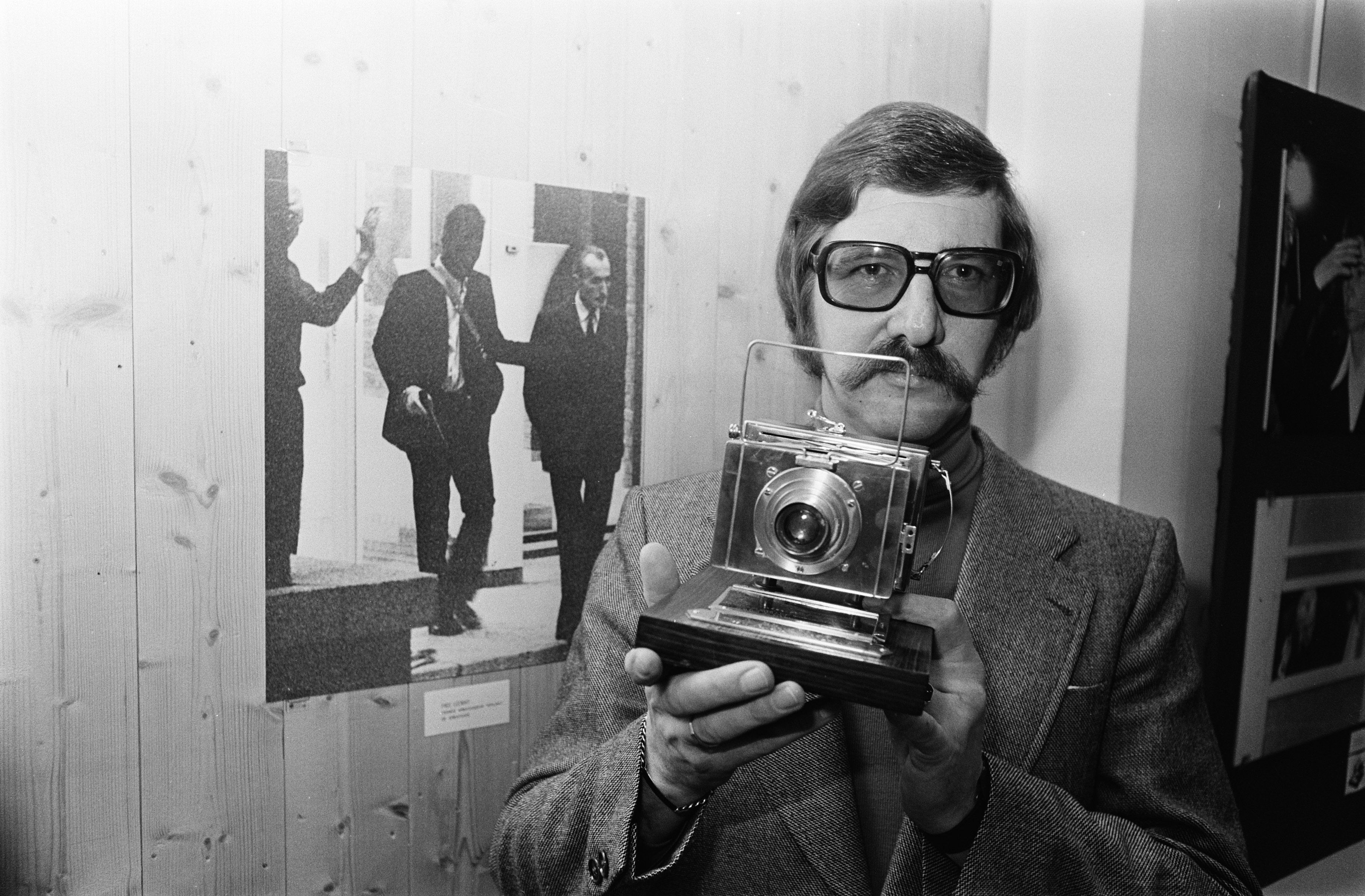
De zilveren camera, getoond door Fre Leenart, winnaar in 1974

De Zilveren Camera is een Nederlandse fotografiewedstrijd. De hieraan verbonden prijs wordt sinds 1949 toegekend aan de fotograaf die de beste persfoto van het jaar heeft gemaakt. Het is een initiatief van de Nederlandse Vereniging van Fotojournalisten (NVF), een sectie van de Nederlandse Vereniging van Journalisten.

## Categorieën
De fotowedstrijd heeft verschillende categorieën:
- Nieuws internationaal (serie en enkelbeeld)
- Nieuws nationaal (serie en enkelbeeld)
- Nieuws regio (serie en enkelbeeld)
- Documentair nationaal (serie)
- Documentair internationaal (serie)
- Personen in het nieuws (serie en enkelbeeld)
- Politiek (serie en enkelbeeld)
- Sport (serie en enkelbeeld)
- Kunst, Cultuur en Entertainment (serie en enkelbeeld)

In elke categorie wordt door een jury een eerste, tweede en derde prijs toegekend. Uit de eersteprijswinnaars wordt de winnaar van de Zilveren Camera (wisselprijs) gekozen, die ook een bedrag van 7.500 euro ontvangt.

## Winnaars

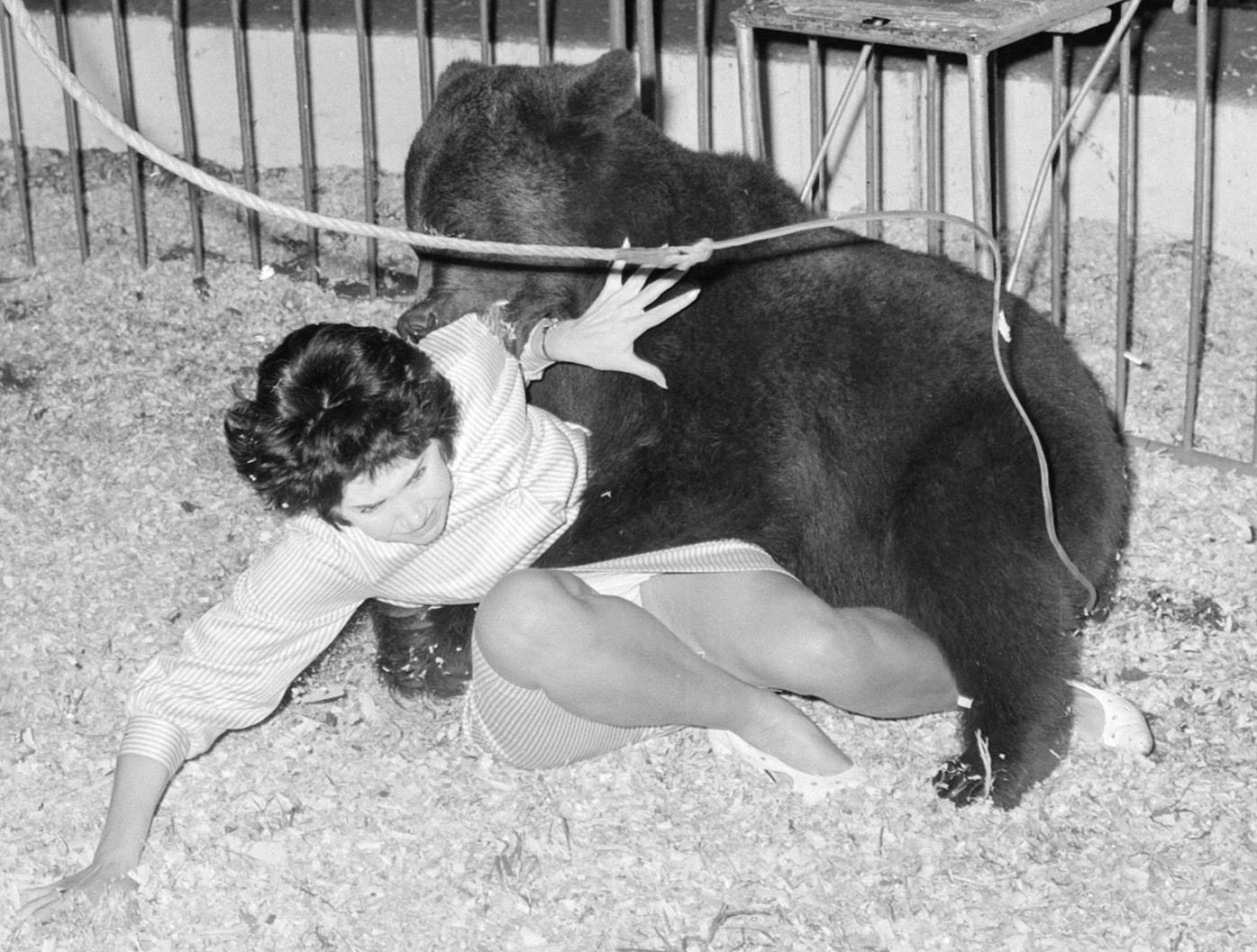
Winnende foto van 1962 door Cees de Boer van Ria Kuyken

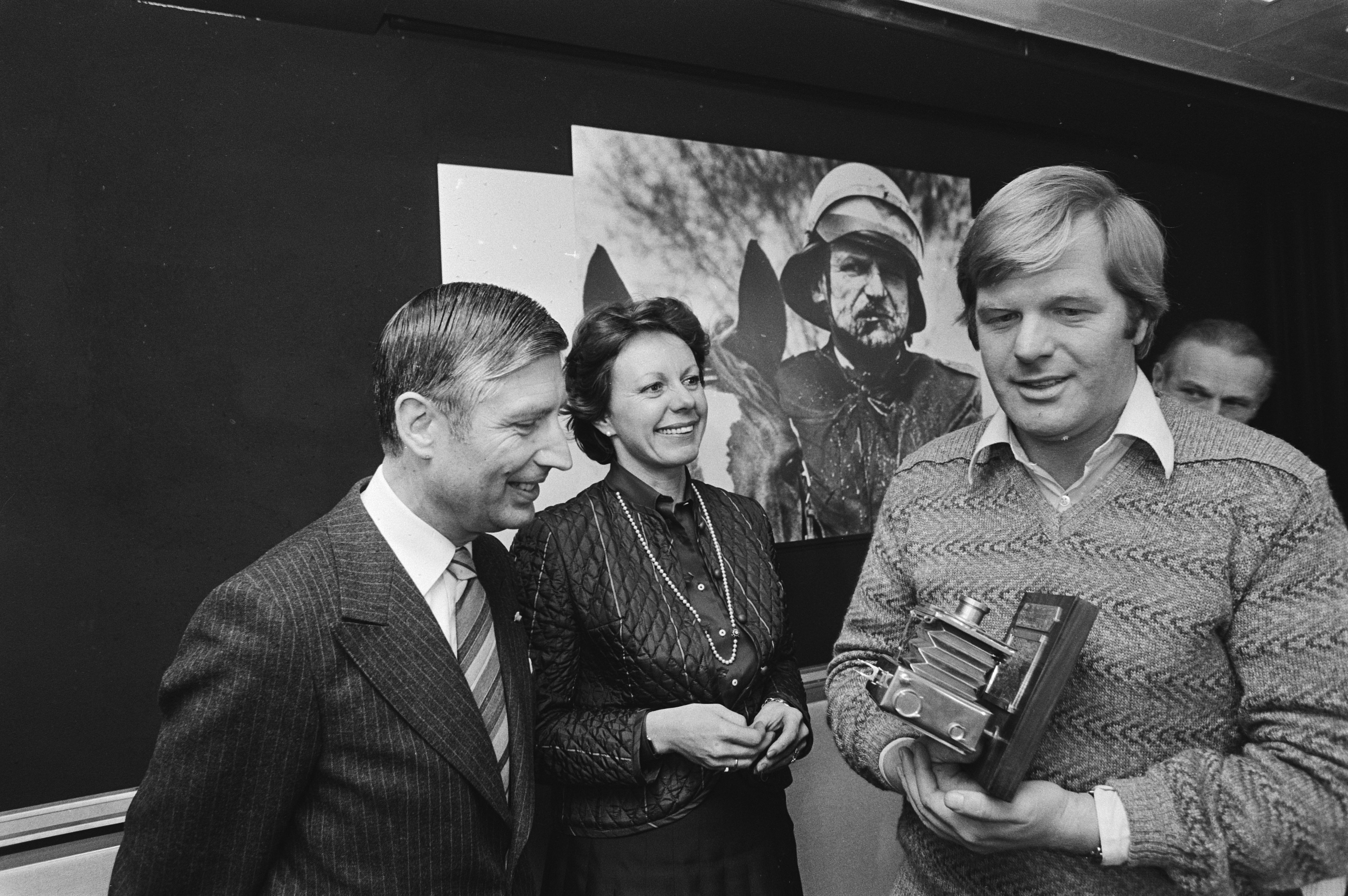
Uitreiking Zilveren Camera aan fotograaf Paul Stolk in 1980

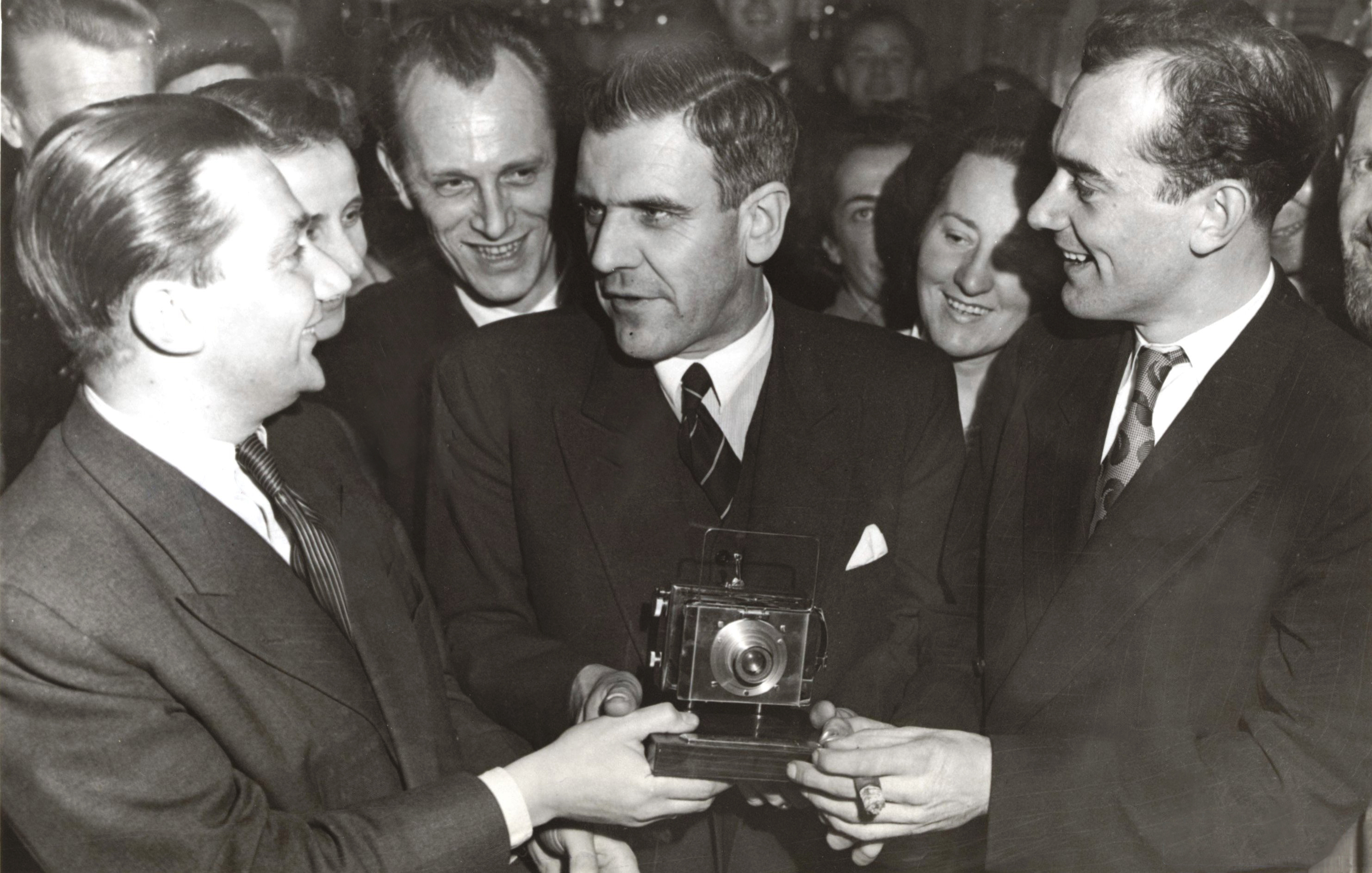
Ben van Meerendonk en Ben Merk (ex aequo) krijgen de Zilveren Camera 1950 van Guus de Casembroot

- 2023 - Sakir Khader
- 2022 - Eddy van Wessel
- 2021 - Bart Maat
- 2020 - Kees van de Veen
- 2019 - Eddy van Wessel
- 2018 - Cynthia Boll
- 2017 - Chris Keulen
- 2016 - Cigdem Yuksel
- 2015 - Lenny Oosterwijk
- 2014 - Pierre Crom
- 2013 - Ilvy Njiokiktjien
- 2012 - Eddy van Wessel
- 2011 - Joost van den Broek
- 2010 - Evert-Jan Daniels
- 2009 - Pim Ras
- 2008 - Robert Vos
- 2007 - Martijn Beekman
- 2006 - Laurens Aaij
- 2005 - Sven Torfinn
- 2004 - Rien Zilvold
- 2003 - Jerry Lampen
- 2002 - Robin Utrecht
- 2001 - Marco Okhuizen
- 2000 - Bram Budel
- 1999 - Marcel Molle
- 1998 - Geert van Kesteren
- 1997 - Kadir van Lohuizen
- 1996 - Martijn Beekman
- 1995 - Leo Erken
- 1994 - Serge Ligtenberg
- 1993 - Peter Boer
- 1992 - Hans Heus
- 1991 - Frits Meijst
- 1990 - Wubbo de Jong
- 1989 - Rien Zilvold
- 1988 - Paul Stolk
- 1987 - Leo Vogelzang
- 1986 - William Hoogteyling
- 1985 - Piet van der Klooster
- 1984 - Bert Verhoeff
- 1983 - Nico Koster
- 1982 - Dirk-Jan Prins
- 1981 - Vincent Mentzel
- 1980 - Paul Stolk
- 1979 - Wim Hofland
- 1978 - Guus de Jong
- 1977 - Theo Terwiel
- 1976 - Joop Dorst
- 1975 - Vincent Mentzel
- 1974 - Fre Leenart
- 1973 - Rob Mieremet
- 1970/71/72 - niet toegekend
- 1969 - Karel Vereecken
- 1968 - Gerard Klijn
- 1967 - Karel Vereecken
- 1966 - Ben van Meerendonk
- 1965 - niet toegekend
- 1964 - Walter de Maar
- 1963 - Co Zeijlemaker
- 1961-1962 – Cees de Boer
- 1959-1960 – Dolf Kruger
- 1958 - Ben van Meerendonk
- 1957 - Simon E. Smit
- 1956 - Piet Magielsen
- 1955 - Simon E. Smit
- 1954 - Hans Akkersdijk
- 1953 - Henk Blansjaar
- 1952 - Sem Presser
- 1951 - Peter van Breukelen
- 1950 - Ben Merk
- 1950 - Ben van Meerendonk
- 1949 - Waldo van Suchtelen

## Galerij

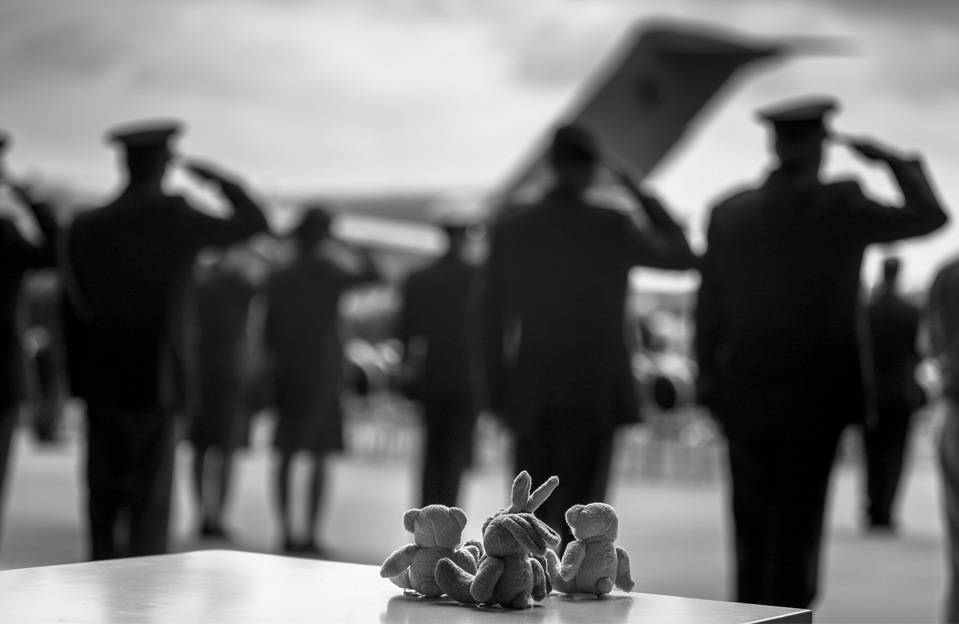
Aankomst slachtoffers MH17 door Hille Hillinga (2014, serie binnenlands nieuws)
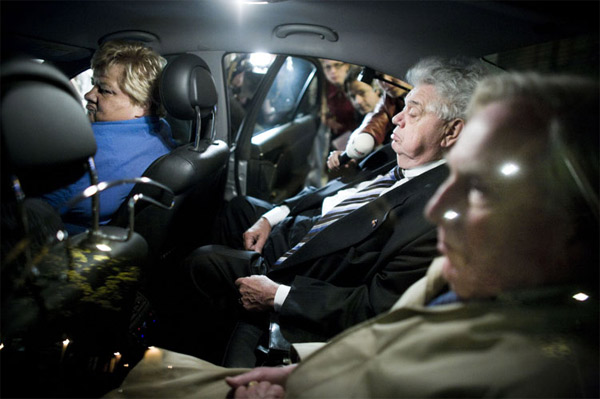
Winnende foto van 2007 door Martijn Beekman

## Prijs voor Storytelling
De Prijs voor Storytelling is voor 2017 zeven keer uitgereikt onder de titel Prijs voor de Vernieuwende Fotojournalistiek. Deze wedstrijd biedt ruimte voor meer experimentele fotografie en multimediale verhaalvertelling. De winnaar ontvangt een geldprijs van 2.500 euro.

### Winnaars
- 2023 - Tina Farifteh - Kitten of vluchteling?
- 2022 - Marieke van der Velden en Philip Brink - Children of the Labyrinth
- 2021 - Rob Hornstra – Man Next Door
- 2020 - Beri Shalmashi en Lyangelo Vasquez – Big Village
- 2019 - Ilvy Njiokiktjien voor Born Free - Mandela’s Generation of Hope.[1] Een onlineproject over de generatie Zuid-Afrikanen die na de afschaffing van de apartheid werd geboren.[2]
- 2018 - Anaïs Lopez voor De Migrant
- 2017 - Sanne De Wilde voor The Island of the Colorblind
- 2016 - Ruben Terlou voor Langs de oevers van de Yangtze
- 2015 - Marieke van der Velden en Philip Brink voor The Island of All Together
- 2014 - Eefje Blankevoort en Anoek Steketee voor Love Radio
- 2013 - Rob Hornstra en Arnold van Bruggen voor The Sochi Project: An Atlas of War and Tourism in the Caucasus
- 2012 - Robert Knoth en Antoinette de Jong voor Poppy: Trails of Afghan Heroin
- 2011 - Jeroen Toirkens voor NomadsLife
- 2010 - Rob Hornstra en Arnold van Bruggen voor On the other side of the mountain

## Paul Peters Fotoprijs
De Paul Peters Fotoprijs is een nieuw onderdeel van de Zilveren Camera en is in 2018 voor het eerst uitgereikt. Paul Peters was een geëngageerd fotograaf die in november 2017 overleed. De prijs is mede tot stand gekomen op initiatief van de Socialistische Partij. Sociaal geëngageerde fotografie stelt – door onderwerpkeuze, vorm, werking of intentie – scherp op maatschappelijke betrokkenheid, de strijd tegen onrecht en hoopvolle oplossingen van maatschappelijke problemen in brede zin. Aan de Paul Peters Fotoprijs is een geldprijs van 2.500 euro verbonden. Daarnaast krijgt de winnaar een foto-opdracht ter waarde van nog eens 2.500 euro.

### Winnaars
- 2023 - Nynke Brandsma - Max
- 2022 - Zahra Reijs - Dear Future
- 2021 - Marjolein Bijpost – Nolda & Neeltje
- 2020 - Marwan Magroun voor de serie The Life of Fathers, over alleenstaande vaders met een migratieachtergrond.
- 2019 - Sabine van Wechem voor de serie In de ban van Hilmano.[3] Over het leven van de drugsverslaafde en voorheen dakloze dichter Hilmano en zijn eveneens verslaafde partner Iris.[2]
- 2018 - Ernst Coppejans voor Sold
- 2017 - Selma van der Bijl voor Geluk(t)

## Nationale Portretprijs
De Nationale Portretprijs was een initiatief van het Nationaal Historisch Museum. Deze prijs werd van 2010 tot en met 2014 uitgereikt in samenwerking met de Zilveren Camera. Met ingang van 2016 is de prijs ondergebracht bij de Stichting Dutch National Portrait Gallery.

### Winnaars
- 2014 - Gerard Wessel
- 2013 - Robin de Puy
- 2012 - Stephan Vanfleteren
- 2011 - Annaleen Louwes
- 2010 - Koos Breukel